# Svantjärnen (Norrala socken, Hälsingland)
Svantjärnen är en sjö i Söderhamns kommun i Hälsingland och ingår i Nianån-Norralaåns kustområde.